# Tom Juma Oundo
Tom Juma Oundo (23 settembre 1976) è un ex calciatore keniota, di ruolo centrocampista.

## Carriera

### Nazionale
Conta più di 20 presenze con la propria nazionale, con la quale ha anche partecipato alla Coppa d'Africa del 2004.